# Junge Bläserphilharmonie NRW
Die  Junge Bläserphilharmonie NRW ist ein sinfonisches Blasorchester in Trägerschaft des Landesmusikrates Nordrhein-Westfalen und des „Vereins zur Förderung von Landesjugendensembles NRW“. Künstlerischer Leiter ist  Tobias Schütte.

## Orchester
Das Auswahlorchester besteht aus rund 65 Holzbläsern, Blechbläsern und Schlagwerkern im Alter zwischen 14 und 24 Jahren. Die Mitglieder stammen aus Nordrhein-Westfalen und angrenzenden Ländern. Um in das Orchester aufgenommen zu werden, müssen sich die Musiker durch ein bestandenes Probespiel auszeichnen oder sich bei der Teilnahme an einer Probenphase bewiesen haben. Gute Platzierungen beim Landeswettbewerb Jugend musiziert sind oftmals auch ein Kriterium. Die Junge Bläserphilharmonie ist ein Förderprojekt für den musikalischen Nachwuchs in NRW und dient vielen als Sprungbrett für eine Karriere als professioneller Musiker.

## Geschichte
Die Junge Bläserphilharmonie NRW wurde 1985 als „LandesJugendblasOrchester“ von Reinhold Rogg, dem damaligen Leiter der Musikschule Krefeld, gegründet. In seinem über 30-jährigen Bestehen führten Konzertreisen das Orchester über die europäischen Grenzen hinweg nach Belarus, in die Volksrepublik China, die USA und nach Singapur. Als einziges deutsches Orchester wurde die JBP 1999 zur Internationalen WASBE-Conference nach Kalifornien eingeladen. Live-Mitschnitte dokumentieren Stationen des Orchesters in Kalifornien und Singapur. Mit Unterstützung des Auswärtigen Amtes und des Goethe-Instituts konnte das Orchester 2009 eine Reise nach China antreten und Konzerte in Shanghai und Hangzhou geben. 2014 folgte dann eine Konzertreise nach Österreich und Ungarn mit Konzerten in Debrecen und vor Schloss Schönbrunn. Im Sommer 2017 reiste das Orchester gemeinsam mit Dirigent Thomas Clamor nach Spanien, wo auch ein Dokumentarfilm über die Tournee entstand. Darüber hinaus sind regelmäßig Konzertmitschnitte der Jungen Bläserphilharmonie NRW auf WDR 3 zu hören.
Im Juli 2013 spielte die Junge Bläserphilharmonie NRW im Rahmen des World Music Contest (WMC) ein Galakonzert im niederländischen Kerkrade. Die Juroren bewerteten das Orchester mit dem 1. Platz in der Festival Division.

„The Junge Bläserphilharmonie NRW [...] has become one of the finest ensembles of its kind in Europe, by playing and promoting the original wind orchestra literature.“

## Probenphasen und Repertoire
Zwei- bis dreimal im Jahr trifft sich das Orchester zu Arbeitsphasen in der Landesmusikakademie NRW in Heek oder im Musikbildungszentrum Südwestfalen. Das zu erarbeitende Repertoire umfasst arrangierte Werke und Originalkompositionen, einschließlich Uraufführungen von Auftragswerken für das Orchester, zum Beispiel von Alexander Comitas und Frank Zabel.

## Dirigenten

### Künstlerische Leiter
- 1985–1995: Reinhold Rogg
- 1995–1996: Andreas Hilner
- 1997–2011: Pierre Kuijpers
- 2012–2016: Harry Vorselen
- 2017–2023: Timor Oliver Chadik
- seit 2023: Tobias Schütte

### Gastdirigenten (Auswahl)
- Alfred Reed[10]
- Maurice Hamers
- Walter Ratzek
- Thomas Clamor
- Thiemo Kraas

## Ehemalige Orchestermitglieder (Auswahl)
- Thorsten Johanns, Professor an der Hochschule für Musik Franz Liszt Weimar, ehem. Solo-Klarinettist des WDR Sinfonieorchesters
- Till Brönner, Jazz-Trompeter, Komponist, Arrangeur[11]
- Lutz Koppetsch, Professor für Saxophon an der Hochschule für Musik Würzburg
- Sebastian Pottmeier, Dozent für Saxophon Hochschule für Musik und Tanz Köln, Echo-Klassik-Preisträger 2005 & 2014 mit dem Alliage Quintett
- Martin Hilner, Honorarprofessor für Fachethik und Saxophon an der Robert Schumann Hochschule Düsseldorf, Echo Klassik-Preisträger 2005 mit dem Alliage Quintett
- Martin Wagemann, Professor an der Kunstuniversität Graz, 1. Solotrompeter Deutsche Oper Berlin

## Diskographie (Auswahl)
- Werke von Wagner, Gulda, Berlioz und Lloyd Webber, Reinhold Rogg & Andreas Hilner (1995)[12]
- WASBE San Luis Obispo, California: The Youth People’s Symphonic Band of North Rhine-Westphalia, Pierre Kuijpers (1999)[13]
- WASBE Singapore: North Rhine Westphalia Youth Band, Pierre Kuijpers (2005)[14]
- Neujahrskonzert Wetter 2010, Pierre Kuijpers (2010)
- James Barnes: Third Symphony – „The Tragic“, Harry Vorselen, WDR (2013)
- Neujahrskonzert Langenfeld 2013, Harry Vorselen, WDR (2013)[15]
- WASBE Regional Conference Eastern Europe, Harry Vorselen (2015)[16]
- 30 Jahre Junge Bläserphilharmonie NRW (2015)[17]

## Alumni-Netzwerk
Im Jahr 2022 haben sich ehemalige Mitglieder des Orchesters zusammengeschlossen und das Alumni-Netzwerk für die Junge Bläserphilharmonie NRW gegründet, um die Ehemaligen langfristig miteinander zu vernetzen.